# Martensville
Martensville is een stad (city) in de Canadese provincie Saskatchewan en telt 4968 inwoners (2006).